# Signe méthodique
Ne doit pas être confondu avec Français signé.
Les signes méthodiques ont été inventés par l’abbé de l’Épée à l'aide de sœurs sourdes en 1760. Il ne s'agit pas d'une langue des signes mais d'un codage gestuel et artificiel du français qui a pour but d'enseigner le français écrit aux enfants sourds. Ce système peut s'apparenter au français signé. 

## Définition
Dans la langue des signes française, un signe est dit méthodique lorsqu'il traduit des mots spécifiques à la grammaire française en vue de son apprentissage à un public sourd. Les signes méthodiques ont été mis en place par Charles-Michel de L'Épée. Leur utilisation fut un échec car les signes méthodiques ne prennent pas en compte l'identité culturelle des sourds.
Il mêlait ses signes méthodiques (signes grammaticaux) aux signes naturels (signes lexicaux) de la langue des signes pour enseigner le français. Ainsi les signes méthodiques indiquaient le temps, les personnes, les genres et les fonctions grammaticales du français.

## Exemple des signes méthodiques
Citons-le dans un exemple : Inintelligibilité

« Je n’ai eu besoin que de cinq signes exécutés dans un instant comme vous venez de le voir. Le premier annonçait une action intérieure, le second représentait l’action d’une âme qui lit intérieurement, c’est-à-dire qui comprend ce qu’on lui propose, le troisième déclarait que cette disposition était possible. Cela ne donne-t-il pas le mot intelligible ? Mais pour un quatrième signe, en transformant cet adjectif en qualité abstraite, n’en résulte-t-il pas le mot intelligibilité ? Enfin, par un cinquième, en y ajoutant une négation, n’avons-nous pas le mot entier inintelligibilité ? »
En résumé, pour l’abbé de l’Épée, ce mot nécessitait 5 signes, alors que les élèves sourds entre eux n’en utilisaient que deux : « impossible » et « comprendre ».